# Villa
För andra betydelser, se Villa (olika betydelser).

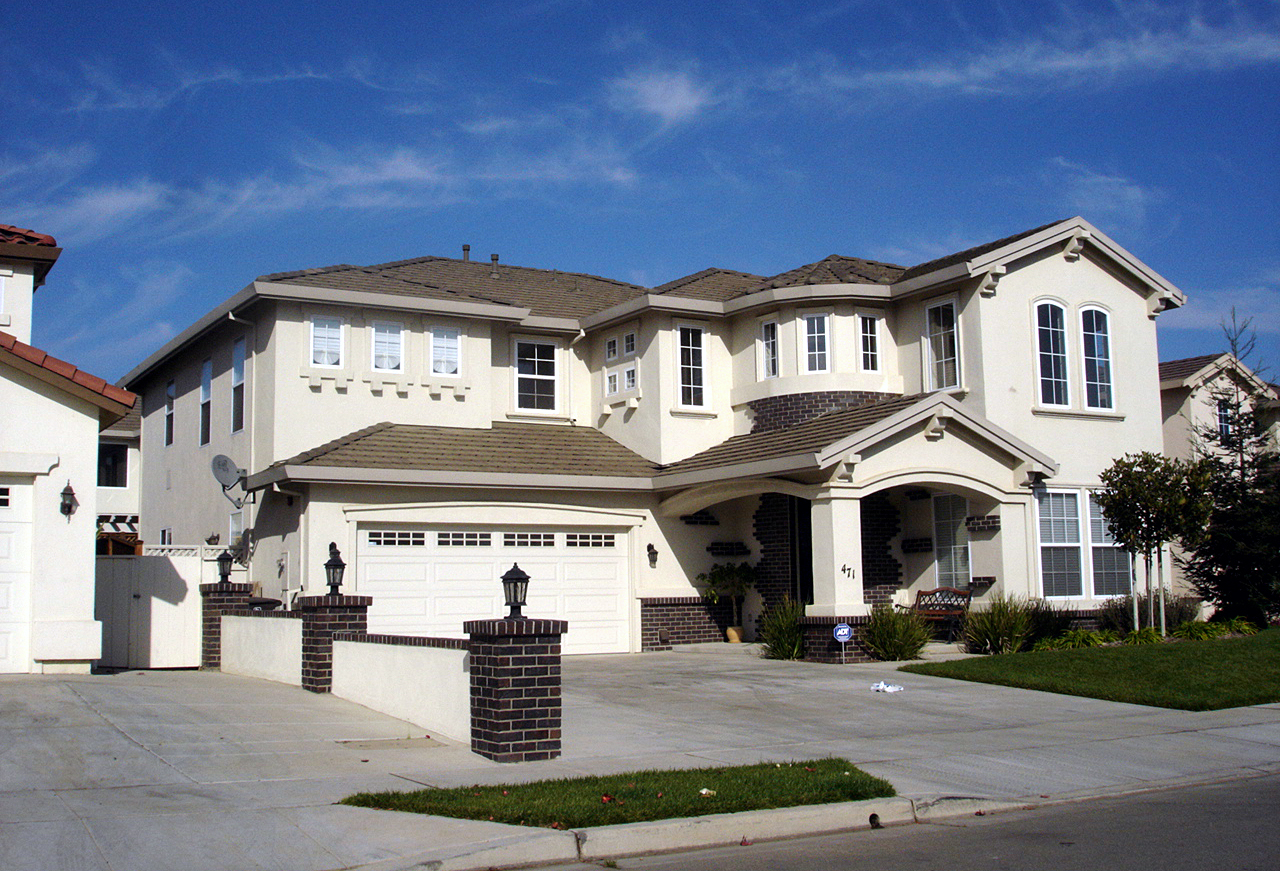
Amerikansk villa i Salinas, Kalifornien.

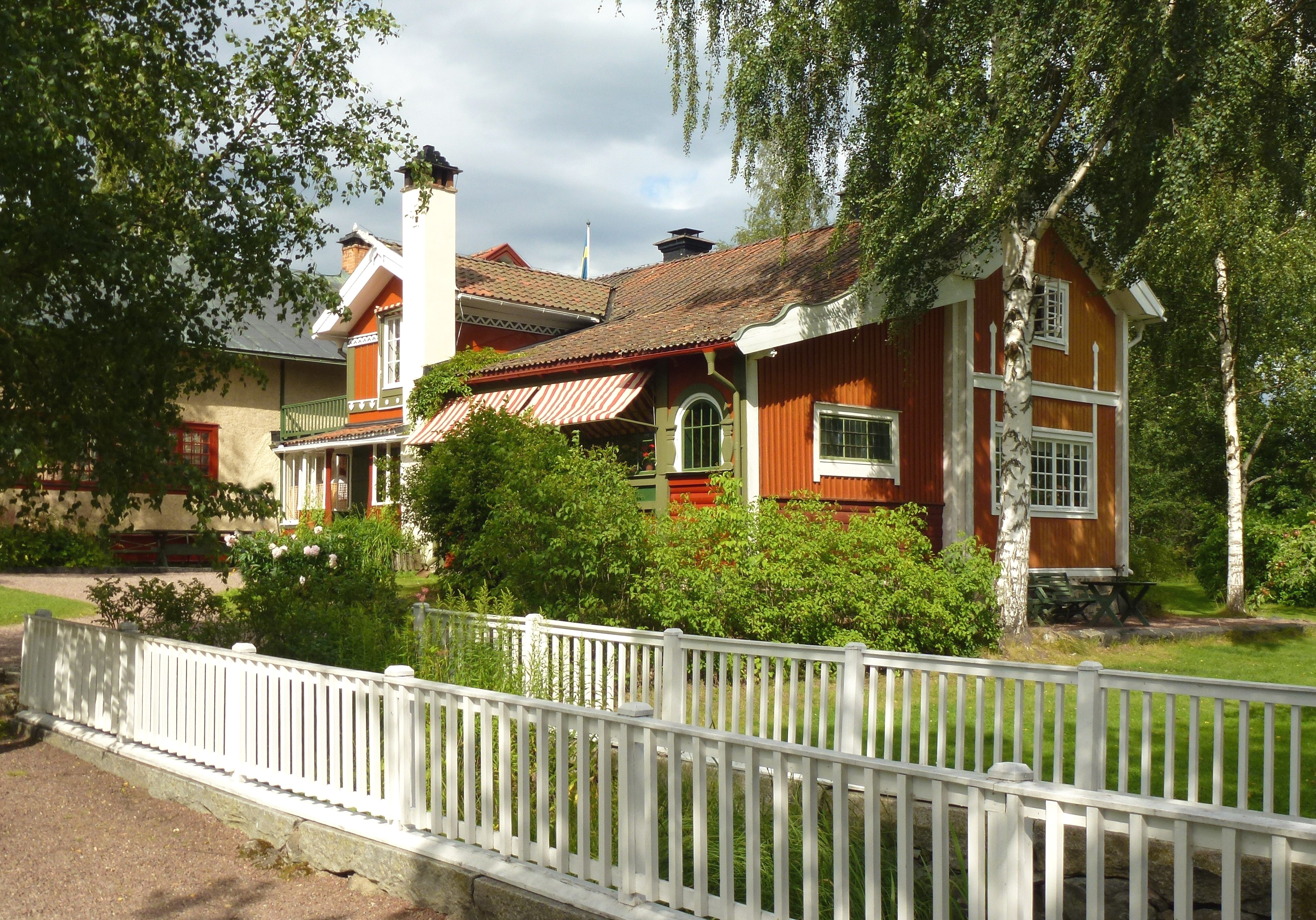
Carl Larsson-gården, stilbildande svensk villa i nationalromantisk stil.

Villa är ett friliggande bostadshus, avsett för ett hushåll, samt tillhörande tomt. Begreppet villa går tillbaka till antikens Rom och betyder ”herrgård” eller ”lanthus”. I romerska riket var villa rustica benämning på en större jordbruksfastighet. Ett privathus i en stads utkanter kallades villa suburbana.
En vanlig villa har ovan mark oftast en, en och en halv, eller två våningar, i mer sällsynta fall tre. Även källare och/eller vindsvåning kan förekomma på många håll.
I svenska massmedier kallas ofta alla fristående hus som bebos av ett hushåll för ”villa”, till exempel vid husbränder. Villor i Sverige är dock huvudsakligen uppförda i utkanten av stad eller i förort eller annan tätort, på mindre fastighet som avstyckats för att bygga en villa på. Bostadshus på landet är oftast inte villor utan mangårdsbyggnader uppförda på lantbruksenheter tillsammans med tillhörande ekonomibyggnader.

## Historia

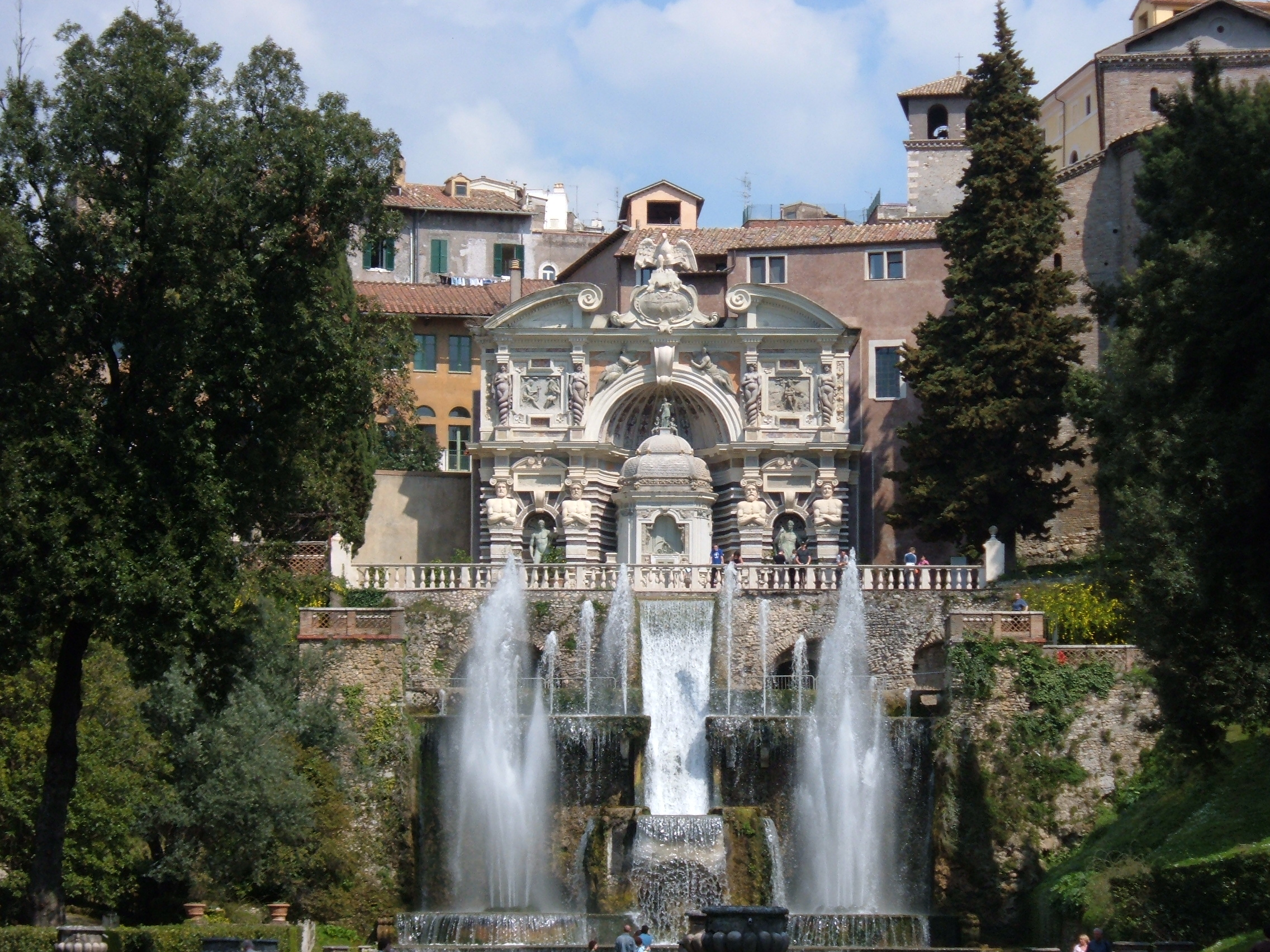
Villa d'Este i Lazio från 1550-talet.

Ordet villa användes under medeltiden främst syftande på slott och adelsgods. Det fick senare under 1700- och 1800-talet främst betydelse av ofrälse lantegendomar, sommarbostäder för städernas välbärgade borgare.
I slutet av 1800-talet växte villastäder fram i utkanterna av storstäderna. Områdena köptes upp och styckades till tomter som såldes genom olika företag. Några av dessa områden var Djursholm etablerat 1889, Saltsjöbaden 1891, Stocksund och Storängen 1904 samt Lidingö villastad 1906. I Malmö växte villaområdena Fridhem och Bellevue upp vid havet i väster under årtiondena kring 1900. Många av de hus som till en början kallades villor var hus byggda för en bättre bemedlad medelklass, till exempel Storängen i Nacka och Stocksund i Danderyd, medan det även byggdes egnahemshus för välbeställda arbetare och tjänstemän i något mindre attraktiva områden som till exempel Duvbo, Älvsjö och Örby. De dyrare områdena karakteriseras av sin närhet till vatten och kommunikationer med järnväg emedan de något enklare områdena ofta bara hade närhet till järnvägen.
Egnahemsrörelsen bildades under slutet av 1800-talet i Sverige för att underlätta för arbetare, lägre tjänstemän och andra personer utan större tillgångar att skaffa sig en egen bostad i form av ett egnahem och i vissa fall också en försörjningskälla i form av ett småjordbruk, ett småjordbruksegnahem. Det kunde dock dröja innan innehavaren helt och fullt själv ägde sitt egnahem då det ofta var nödvändigt att ta upp lån som skulle betalas tillbaka under lång tid.
En del av egnahemsområdena kallas idag för villaområden. Ordet egnahem var från början avsett som ett ord för blygsamma bosättningar, till skillnad från större villor. Under samtiden kallades dessa hus inte villor. 
Under 1920-talet började byggandet i högre grad nyttja standardiserade och ibland prefabricerade delar. Borohus, eller Bo-i-Ro som Landsbro Trävarubolag först kallade det, var bland de första att ge ut en huskalatog med typhus för egnahem som kunde beställas via bolaget. Prefabricerade hus var dock inget nytt, redan på 1820-talet fanns monteringsfärdiga hus, dock inte i huskataloger som riktade sig till medelklassen. Boro-hus kom att följas av flera framgångsrika husleverantörer, redan slutet av 1920-talet fanns flera tillverkare, bland annat Myresjöhus och Standardhus i Hultsfred.
Efter andra världskriget kunde plötsligt betydligt fler i medelklassen få tillgång till bil, varför områden kunde tillåtas växa även utanför de platser som kunde nås från järnvägen.

## Villa i Sverige
I svenska språkbruket skiljer man mellan villa och stuga, det senare antyder en lantligare placering. Ett större bostadshus på landet är oftast inte en villa utan en mangårdsbyggnad, som är bostadshuset på en lantbruksenhet, och inte står på egen småhustomt, om inte marken runt mangårdsbyggnaden i senare tid avstyckats vid jordbruksrationalisering. Även om äldre hus på landet nu står på avstyckad tomt, torde det vara oegentligt att kalla huset ”villa”. ”Mangårdsbyggnad” är inte ett gammaldags kulturhistoriskt ord, utan är den officiella beteckningen på privatbostaden på en lantbruksenhet. En mangårdsbyggnad är ett småhus, men inte en villa.

### Definition
”Fristående villa” definieras av Skatteverket som en underavdelning av småhus.
En (fristående) villa:
- har en eller två bostäder
- är inte sammanbyggd med annat småhus, vare sig direkt eller genom komplementhus.[7]

Kommersiella aktörer kan inskränka definitionen till att avse endast hus med en bostad för ett hushåll.
En villa står på friköpt mark eller tomträtt. Fastigheten som villan står på tillhör fastighetstypen småhusenhet och har någon av de tillämpliga typkoderna, till exempel ”220 Småhusenhet, bebyggd”.

## Villa i Finland

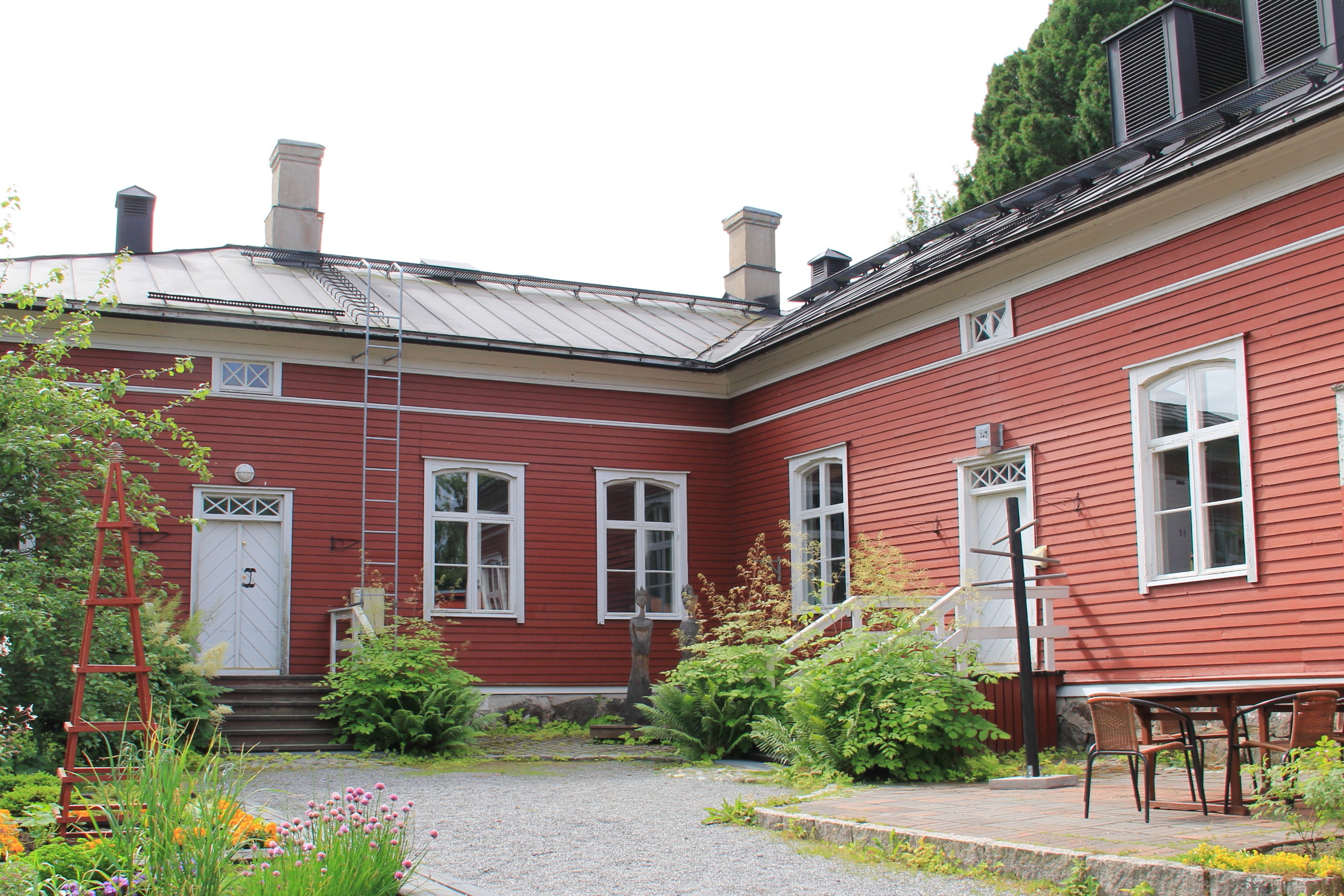
Strömsö huvudbyggnad i Västervik, Vasa

I österbottnisk finlandssvenska används villa istället med betydelsen sommarstuga medan det i sydfinländsk finlandssvenska ersatts i hög grad av finlandismen egnahemshus. Där betecknar sommarvilla ett påtagligt påkostat hus från den så kallade grosshandlarepoken.

## Arkitektur

### Nationalromantiken och Jugendperioden (1900-1920)

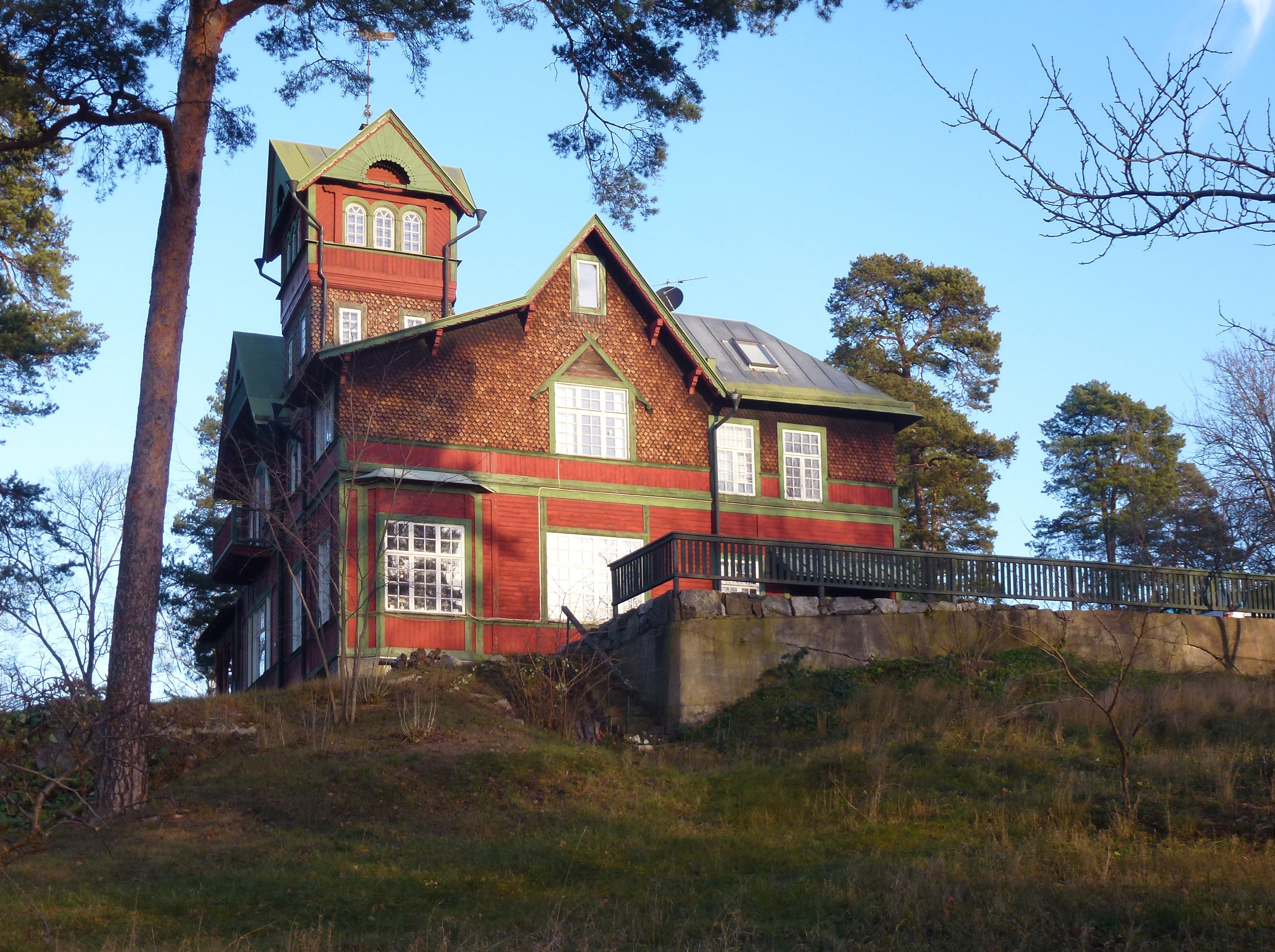
Nationalromantiken: Villa Ugglebo,
arkitekt Thor Thorén.

Villorna som byggdes på tidigt sekelskifte hade en utformning som var inspirerad av Nationalromantik och Jugend. Den nationalromantiska i Sverige hämtade sina förebilder i äldre svensk arkitektur, till exempel allmogestil, vasatidens slott eller stormaktstidens barock. Material som trä, tegel och natursten var vanliga. Stilen premierade ett hantverksmässigt utförande och villor och egnahem hade ofta fasader i tjärat eller rödfärgat trä med tätspröjsade fönster. Knutar, foder och fönster målades vita, bruna eller gröna. Takfallen ofta branta och brutna med kupor. Asymmetrisk planlösning var vanligt.
Jugendarkitekturen tillkom vid 1800-talets slut och bland annat inspirerades man av Arts and Crafts-rörelsens växt- och djurmönster, järnarkitekturens dekorer och Louis Sullivans växtlika ornamentik. Till skillnad från flera andra stilar var jugendfasaderna ofta fria från den så ofta sedda spegelsymmetrin, vilket gav en större frihet åt fasadernas komposition. Flerbostadshus städer var ofta mycket rika på ornament, särskilt med inspiration från växtriket eller människans anatomi. Villorna hade ofta en inte lika stark utsmyckning av ornament, men asymmetrin och placering av fönster, takutsprång och andra detaljer hade ofta en speciell utformning.

### 1920-talsklassicismen

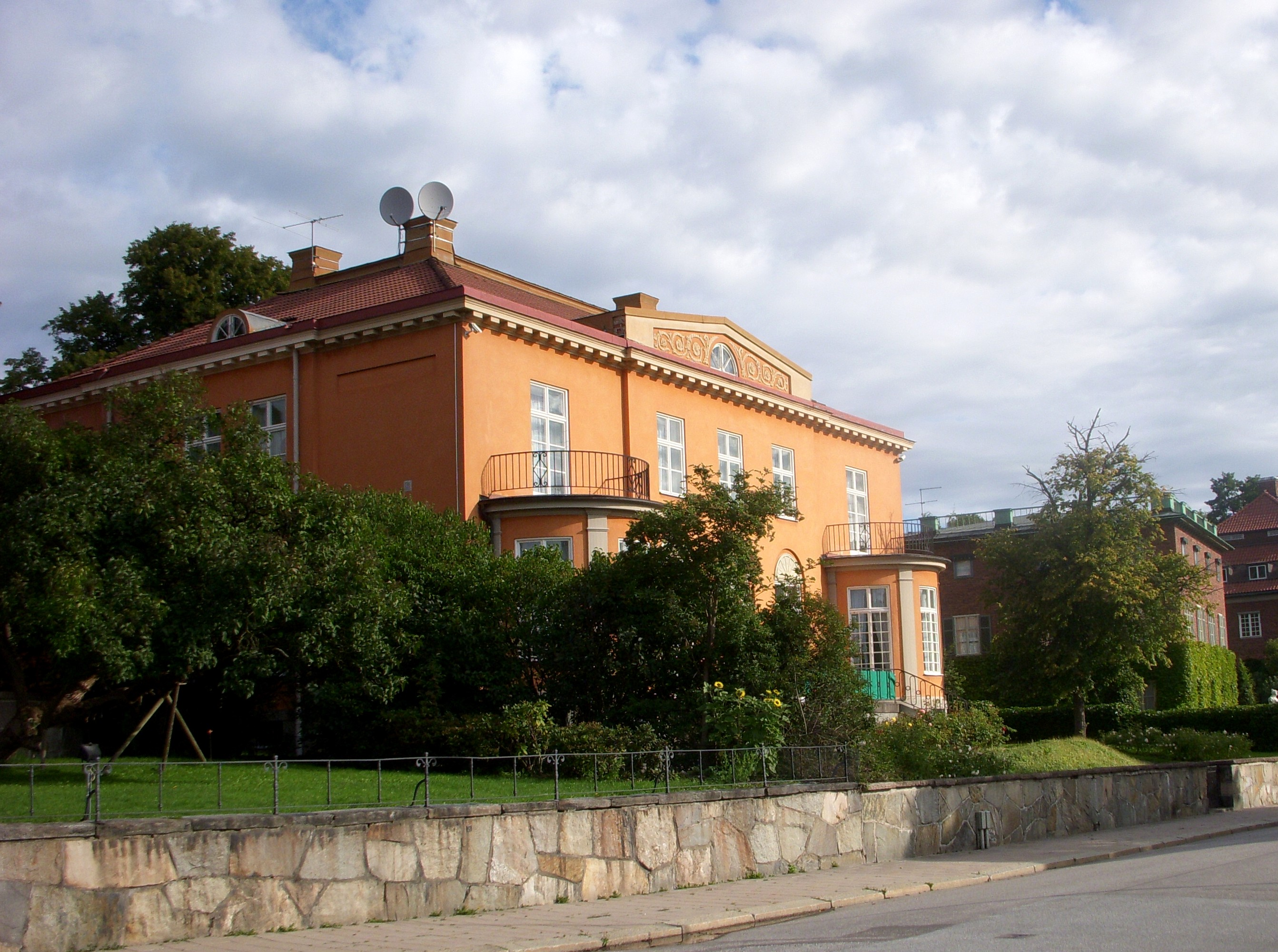
1920-talsklassicismen: Villa Josephson,
arkitekt Erik Josephson.

Längtan efter klassicismen växte fram när nationalromantiken hade spelat ut sin roll och man sökte efter ett mera sakligt och stramare formspråk efter det sena 1700-talets ideal. Under slutet av 1920-talet och 1930-talet förekommer inte sällan byggnader utformade i en blandning av nyklassicism och funktionalism, exempelvis med en i grunden klassisk fasadkomposition som modifierats genom påverkan från funktionalismen eller omvänt en mer renodlad funktionalism med "kvardröjande" klassicistiska ornament.
Fram till 1980-talet var den nordiska klassicismen en relativt bortglömd stil och ansågs vara en temporär period mellan de mer uppmärksammade stilarna nationalromantik och funktionalism.

### Funktionalismen (ca 1925–)
Funktionalism var en av modernismens olika yttringar. Arkitekter runt om i världen började under 1920-talet använda helt nya formspråk och förkastade därmed helt traditionellt arkitekturtänkande och de historiska stilarna. Hus skulle enligt de funktionalistiska doktrinerna utformas helt och hållet utifrån sin funktion; att som tidigare komponera och smycka ut fasader med klassiska förebilder ansågs förlegat. De nya husen fick släta, ljusa, oftast putsade och odekorerade fasader, platta tak och lådaktiga volymer uppbyggda av grundläggande geometriska former (kub, rätblock, cylinder etc).

### 1940‑och 50‑talen

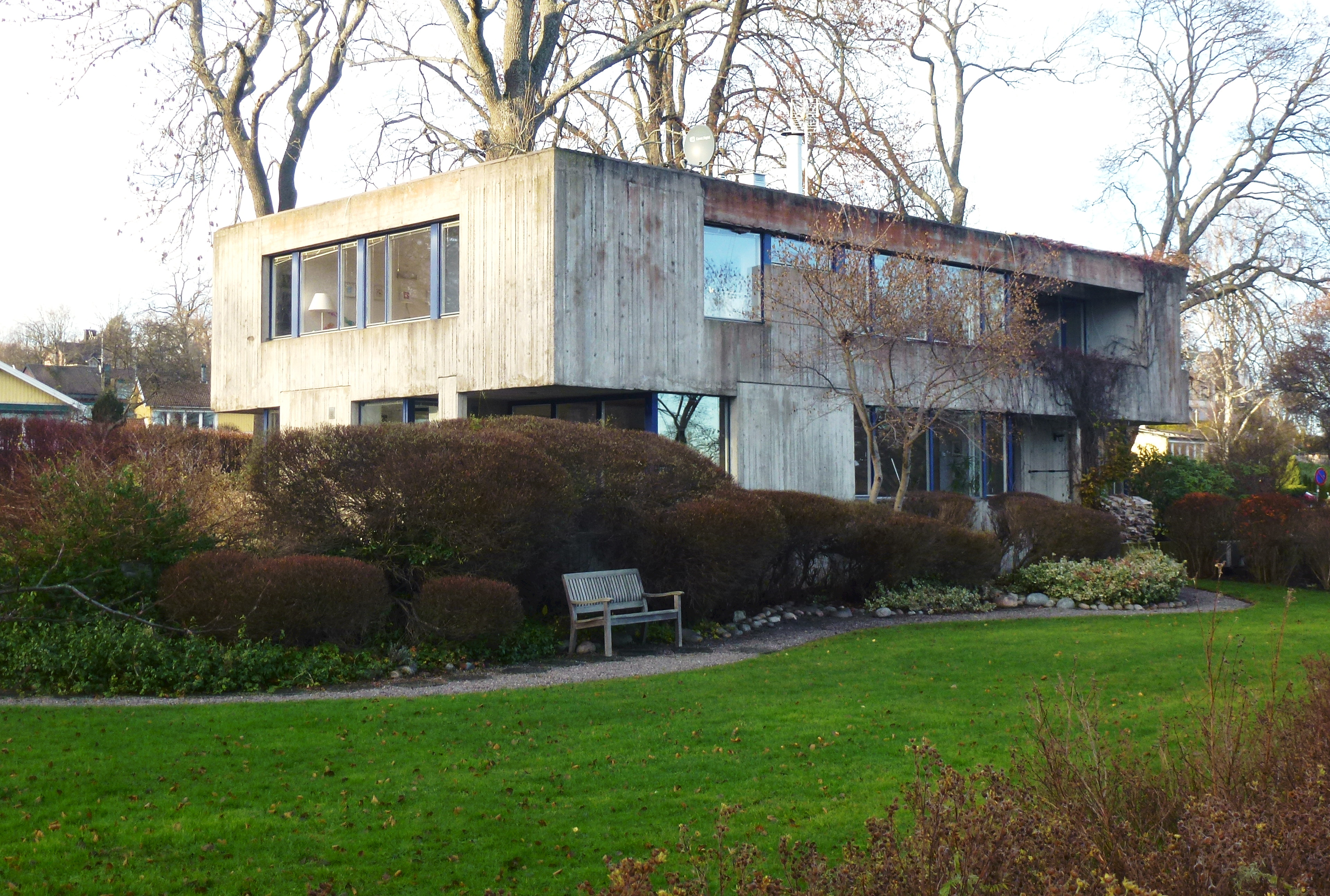
Brutalism: Villa Delin,
arkitekt Léonie Geisendorf.

På 1940-talet kom nya byggmetoder, där väggar av stående plank ersattes med regelväggar. De ganska smala och höga husen ersattes med bredare byggnader och lägre. Det traditionella egnahemmet hade tidigare byggts av trä i ett plan med vind, vad vi idag ofta kallar 1 ½-plan. På 1950-talet började fler 1-plansvillor byggas; ytmaterial som fasadtegel, putsad lättbetong och eternit började användas för dessa hus. Många lister och dörrar ändrades från att ha haft profiler och speglar till att bli släta. Husen utrustades med badrum i bostadsutrymmet. Köken var utformade för att underlätta köksarbetet och började innehålla moderniteter som elspis och kylskåp.

### Miljonprogramsepoken (1965–1975)
Många av de villor som byggdes under åren 1965–1975 kan faktiskt räknas till det så kallade miljonprogrammet. Rationellare byggmetoder skapades och nya tekniker började användas.

### Kataloghus och grupphus

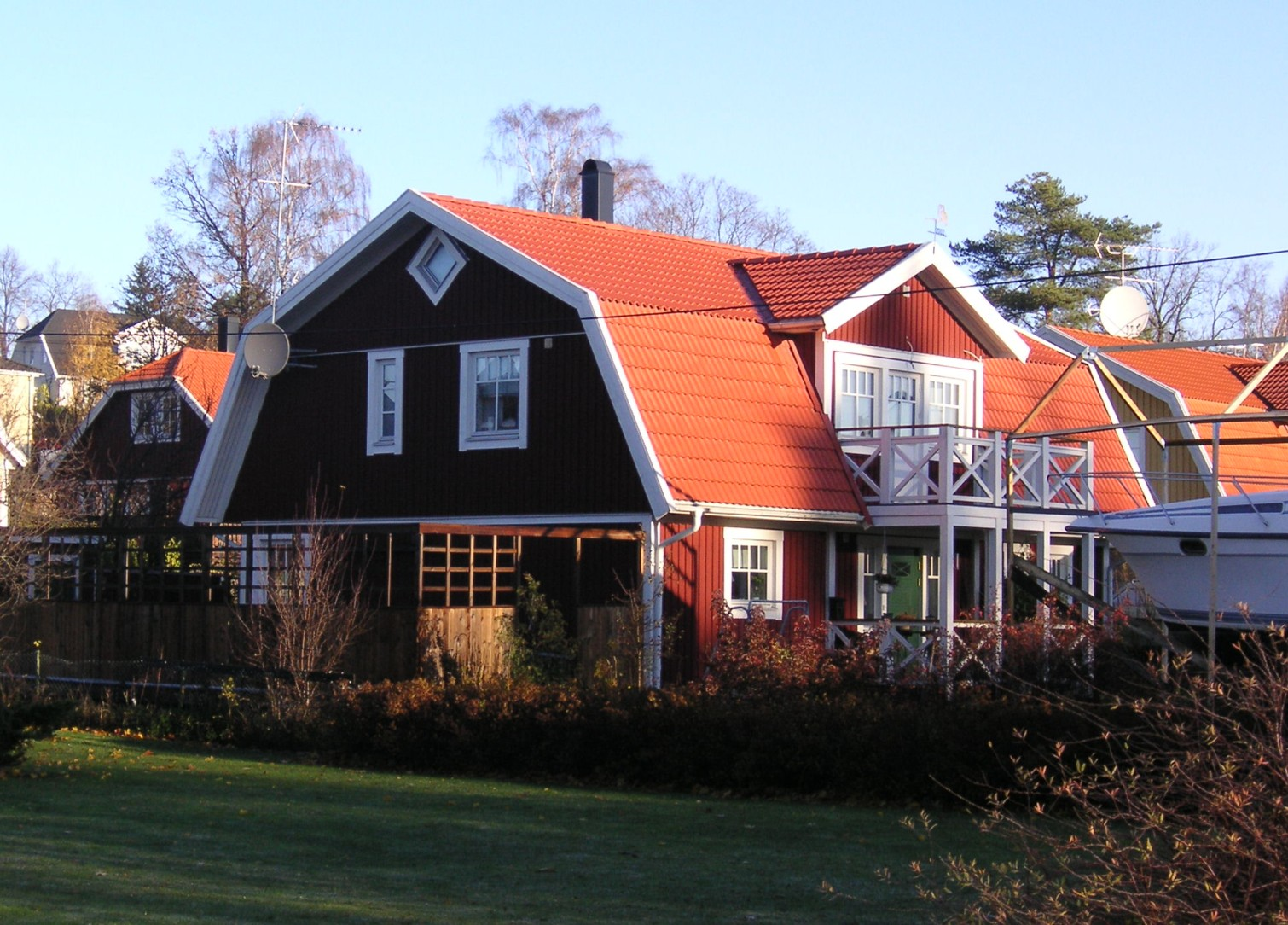
Villa med typiskt 1990-talsutseende

Under 1970 och 80-talen byggdes en stor del typhus. Många hus byggdes i grupphusområden på kommunala tomter där husen lades tätt för att minimera VA-kostnader, här var ofta alla husen i kvarteret exakt likadana. Typhusen var ofta ritade för att passa dessa tomter utan vidare modifiering. Många hus byggdes även genom att tomter i befintliga områden utökades, styckades av eller äldre hus revs. Ofta var dessa hus så kallade kataloghus, där husleverantörer erbjöd färdiga typhus vilket kunde kräva en viss anpassning av huset till tomten, men sammanfattningsvis var många av husen mycket lika utan individuell anpassning. Kataloghusen var dock genomarbetade ur ett arkitektoniskt perspektiv. Husen hade ofta 1 1/2 plan och krypgrund eller platta på mark. Vindsplanet kunde ofta inredas enklare eller helt oinrett och även möjliggöra för köparen att skapa en egen planlösning.
1993, i samband med finanskrisen i Sverige 1990–1994 minskade småhusbyggandet drastiskt. Många av småhustillverkarna hade inte pengar för nyskapande i samma omfattning som tidigare, varför 1990-talshusen i stort var vidareutvecklade 1980-talshus.

### Nyfunktionalism
Under sent 1990-tal tog byggandet fart igen och en ny arkitektur, nyfunktionalism började växa fram. Stilen karakteriseras av att ta tillvara funktionalismens enkelhet, samtidigt som man tar fram en större variation i husen genom sneda tak och variationer i fasadmaterial. Genom ett optimerat utnyttjande av både tomt och bostadsyta kan man, trots att husen ofta byggs på relativt små tomter, många gånger ha invändigt stora ljusinsläpp och luftiga, öppna planlösningar samt relativt ostörda tomter. Stilen återanvänder jugendperiodens asymmetri och funktionalismens stramhet. Flera områden byggs med trädgårdsstaden som ideal, bland annat Silverdal i Sollentuna kommun.